# Белфілд (Північна Дакота)
Белфілд (англ. Belfield) — місто (англ. city) в США, в окрузі Старк штату Північна Дакота. Населення — 996 осіб (2020), 17 %, з яких українці. Місто було засновано в 1883 році, воно є частиною Дікінсона — мікрополя Північної Дакоти.
Белфілд, як маленьке американське містечко, має у місцевих жителів гасло: «Друзі зустрічаються на Кастер Трейл»

## Географія
Белфілд розташований за координатами 46°53′10″ пн. ш. 103°11′54″ зх. д. / 46.88611° пн. ш. 103.19833° зх. д. (46.885983, -103.198247).  За даними Бюро перепису населення США в 2010 році місто мало площу 2,83 км², з яких 2,80 км² — суходіл та 0,03 км² — водойми.
За даними Бюро перепису населення США, місто має загальну площу 1.09 квадратних милі (2.82 км2), з яких, 1.08 квадратних милі (2.80 км2) є землею, а 0.01 квадратних милі (0.03 км2) заповнено водою.

## Демографія

### Перепис населення 2010 року
Згідно з переписом 2010 року, у місті мешкало 800 осіб у 360 домогосподарствах у складі 225 родин. Густота населення становила 283 особи/км².  Було 418 помешкань (148/км²).
Расовий склад населення:
| - 97,3 % — білих - 0,9 % — корінних американців - 0,9 % — азіатів |

До двох чи більше рас належало 0,4 %. Частка іспаномовних становила 1,9 % від усіх жителів.
За віковим діапазоном населення розподілялося таким чином: 22,2 % — особи молодші 18 років, 61,4 % — особи у віці 18—64 років, 16,4 % — особи у віці 65 років та старші. Медіана віку мешканця становила 42,4 року. На 100 осіб жіночої статі у місті припадало 103,0 чоловіків;  на 100 жінок у віці від 18 років та старших — 101,9 чоловіків також старших 18 років.
Середній дохід на одне домашнє господарство  становив 76 103 долари США (медіана — 71 042), а середній дохід на одну сім'ю — 80 091 долар (медіана — 71 202). За межею бідності перебувало 3,9 % осіб, у тому числі 4,9 % дітей у віці до 18 років та 5,9 % осіб у віці 65 років та старших.
Цивільне працевлаштоване населення становило 511 осіб. Основні галузі зайнятості: сільське господарство, лісництво, риболовля — 22,1 %, роздрібна торгівля — 14,7 %, транспорт — 12,7 %, будівництво — 11,9 %.

### Перепис населення 2000 року
За переписом 2000 року у місті проживало 866 осіб, 355 домогосподарств і 235 сімей. Густота населення становила 799.8 мешканців на квадратну милю (309.6/км2).
В місті нараховувалось 439 житлових одиниць при середній щільності 405.4 на квадратну милю (156.9/км2). 
За національністю в місті найбільше німців (57,1 %) та українців (17.0 %) населення.
Серед 355 домогосподарств, 34.1 % мали дітей у віці до 18 років, які проживають з ними.
52.1 % були подружні пари, які живуть разом, 9.9 % сімейні жінки проживали без чоловіків і 33,8 % не мали сімей.
31.8 % всіх домогосподарств складалися з окремих осіб та в 14.1 % хоч хтось один був самотньою людиною у віці 65 років і старше. Середній розмір домогосподарства становив 2,44, а середній розмір родини був 3.09 людини.
- 27.6 % жителів були молодше 18 років; 6.5 % у віці від 18 до 24 років;
- 28,6 % у віці від 25 до 44;
- 20.6 % у віці від 45 до 64;
- 16,7 % — у віці 65 років або старше.

Середній вік жителів міста становив 38 років. 
На кожні 100 жінок було 104.2 чоловіків. Хоча, на кожні 100 жінок віком 18 років і старше припадало 95.3 чоловіків.
Середній дохід на одне домашнє господарство в місті склав $27,619, а середній дохід на одну сім'ю — $31,167. Чоловіки мали середній дохід від $26,146 проти $14,609 у жінок. На дохід на душу населення в місті склав $12,478. Близько 16,7 % сімей та 18,6 % населення жили нижче межі бідності, включаючи 24.5 % населення у віці до 18 та 10,3 % — у віці 65 років і старше.

## Бізнес
Белфілд знаходиться на перетині двох головних доріг I-94 і американське шосе 85. Його розвиток сильно залежить від процвітаючої нафтової промисловості в районі. У місті є кілька підприємств, у тому числі мисливський ресторан і мотель, молочна Королева, Ковбой, ІПН, Cenex/Superpumper, станція Ден Коноко, Берейтор-бар і стейк-Хаус, Белфілдська пральня та ряд інших.